# Serra do Aporá
Serra do Aporá é um maciço montanhoso situado no estado brasileiro da Bahia. Localiza-se nos municípios de Aporá, Itamira (este último antes também chamado de "Serra do Aporá", ambos desmembrados de Inhambupe) e Cabaceiras do Paraguaçu.

## Histórico
Segundo o registro de 1826, (com atualização ortográfica, aqui) e baseado no relato de Manuel Aires de Casal: "Cinco léguas ao poente de Muritiba está a serra do Aporá, montanha de boa altura com mais de doze milhas de circuito junto à estrado do sertão; e na sua vizinhança uma ermida de S. José: e obra de quatro léguas mais para o poente está o pequeno e alegre arraial do Jenipapo com uma capela de pedra dedicada a S. José na borda da mesma estrada. Um lago serve de fonte a todos os viventes. Com o tempo há de ser uma freguesia."
Aos pés da serra estava situada a fazenda Cabaceiras, que pertenceu no começo do século XIX ao major Silva Castro, avô do poeta Castro Alves, que nela nasceu; no relato de Afrânio Peixoto: "Indo de São Félix ou Muritiba, caminho de Santo Estêvão de Jacuípe, a quatro léguas de distância, encontra-se o Tabuleiro de Pindoba, vasta planície na qual se acha situada a fazenda Cabaceiras, perto do porto do Papa-Gente, no rio Paraguaçu. A vegetação rasteira é salteada por uricuris e cactos mandacaru, além de umbus e cajueiros, estendidos pela campina, até as matas fechadas das vertentes da Serra do Aporá, do lado do poente, que num abraço encerra deste lado a paisagem."